# State of Play
State of Play es una película de 2009 dirigida por Kevin Macdonald y protagonizada por Russell Crowe, Ben Affleck y Rachel McAdams. Está basada en la miniserie homónima de la BBC.

## Argumento
El periodista Cal McCaffrey (Russell Crowe) debe cubrir el asesinato de la ayudante de su amigo y congresista Stephen Collins (Ben Affleck). Junto a su compañera Della (Rachel McAdams), descubrirá que en la política todo vale y que la lucha por el poder es capaz de matar a todo aquel que se ponga por delante. 

## Reparto
| Actor                | Personaje                |
| -------------------- | ------------------------ |
| Russell Crowe        | Cal McCaffrey            |
| Ben Affleck          | Stephen Collins          |
| Rachel McAdams       | Della Frye               |
| Robin Wright Penn    | Anne Collins             |
| Jason Bateman        | Dominic Foy              |
| Helen Mirren         | Cameron Lynne            |
| Jeff Daniels         | George Fergus            |
| Viola Davis          | Dra. Judith Franklin     |
| David Harbour        | ex-empleado de PointCorp |
| Michael Weston       | Hank                     |
| Josh Mostel          | Pete                     |
| Barry Shabaka Henley | Gene Stavitz             |
| Michael Jace         | Oficial Brown            |
| Katy Mixon           | Rhonda Silver            |
| Brennan Brown        | Andrew Pell              |
| Stephen Park         | Chris Kawai              |
| Wendy Makkena        | Greer Thornton           |
| Harry Lennix         | Detective Bell           |